# Waverly (Minnesota)
Waverly és una població dels Estats Units a l'estat de Minnesota. Segons el cens del 2000 tenia 732 habitants.

## Demografia
Segons el cens del 2000, Waverly tenia 732 habitants, 284 habitatges, i 197 famílies. La densitat de població era de 340,5 habitants per km².
Dels 284 habitatges en un 34,9% hi vivien nens de menys de 18 anys, en un 55,3% hi vivien parelles casades, en un 9,5% dones solteres, i en un 30,3% no eren unitats familiars. En el 25,4% dels habitatges hi vivien persones soles l'11,3% de les quals corresponia a persones de 65 anys o més que vivien soles. El nombre mitjà de persones vivint en cada habitatge era de 2,58 i el nombre mitjà de persones que vivien en cada família era de 3,06.
Per edats la població es repartia de la següent manera: un 27,2% tenia menys de 18 anys, un 5,2% entre 18 i 24, un 35,1% entre 25 i 44, un 19,9% de 45 a 60 i un 12,6% 65 anys o més.
L'edat mediana era de 35 anys. Per cada 100 dones de 18 o més anys hi havia 98,1 homes.
La renda mediana per habitatge era de 52.000 $ i la renda mediana per família de 57.750 $. Els homes tenien una renda mediana de 39.917 $ mentre que les dones 25.815 $. La renda per capita de la població era de 22.552 $. Entorn de l'1,1% de les famílies i el 4,2% de la població estaven per davall del llindar de pobresa.

## Poblacions més properes
El següent diagrama mostra les poblacions més properes.